# Noria

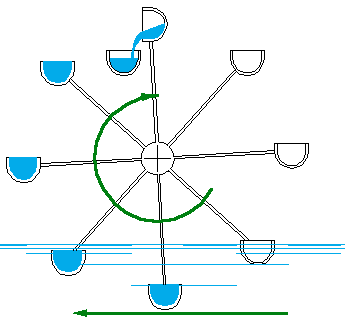
Principio di funzionamento di una noria

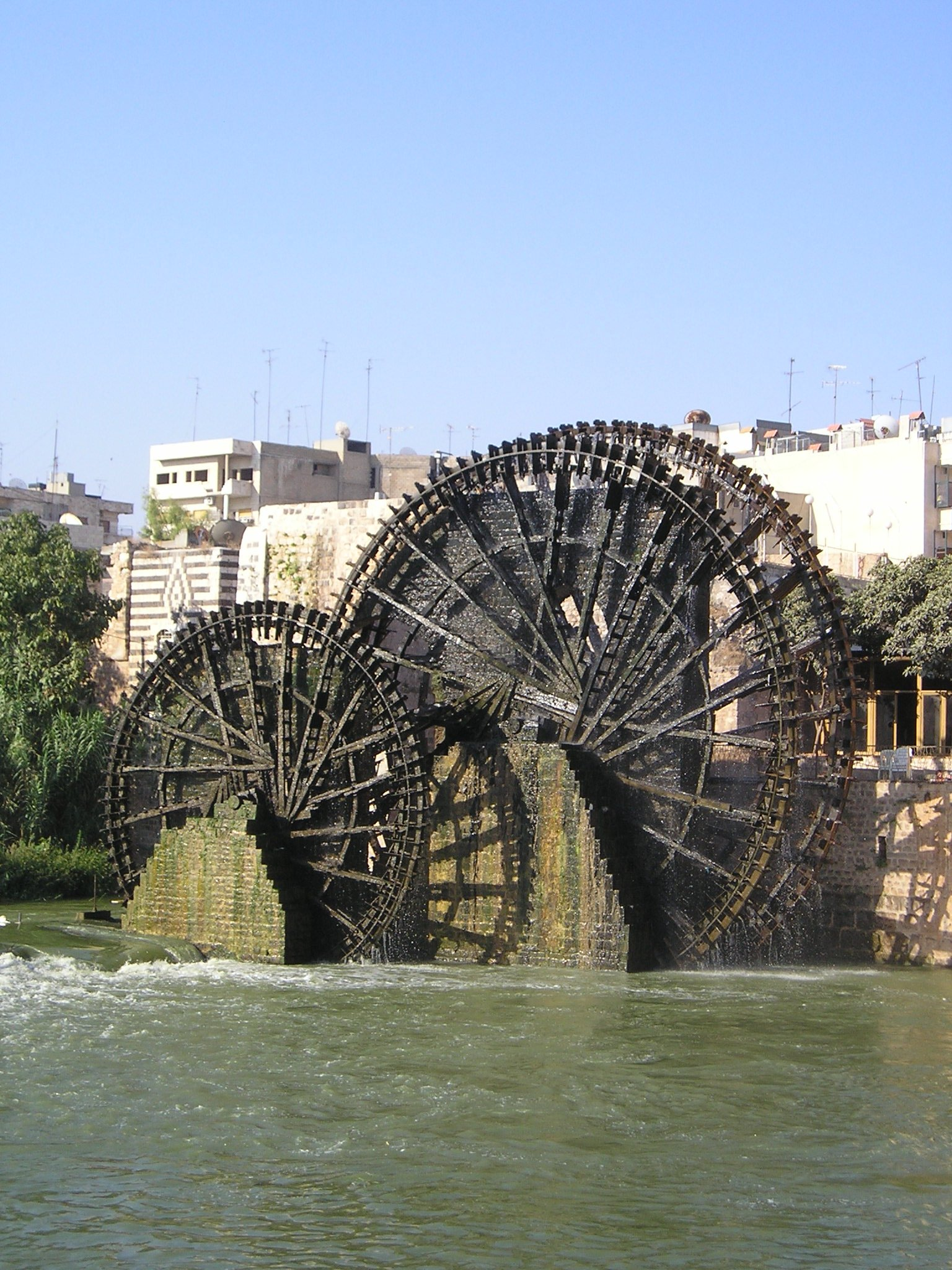
Norie sul fiume Oronte presso Hama, in Siria

La noria è una ruota idraulica che ha la funzione di sollevare acqua sfruttando la corrente di un corso idrico.
Il nome è di origine spagnola, a sua volta derivato dall'arabo ناعورة‎ (nāʿūra): "vociare, zampillare".
È costituita da una grande ruota, del diametro di alcuni metri (20 metri quella presente ad Hama in Siria), pescante con la parte inferiore in un fiume o canale. Sulla ruota sono montate delle pale per mezzo delle quali la noria è messa in rotazione dalla corrente d'acqua, e dei secchi o tazze che si riempiono d'acqua. Quando i secchi giungono nella parte superiore della ruota svuotano il loro contenuto in una vasca di raccolta.

## Storia
L'origine della noria sembra essere collocabile in Mesopotamia in un periodo databile intorno al 2000 a.C. ed è stata molto diffusa e migliorata nel mondo islamico dagli ingegneri meccanici. 
Le fontane della reggia di Versailles erano un tempo alimentate da una installazione di norie sulla Senna denominata macchina di Marly, dal nome della località della Senna vicino a cui era installata la macchina.